# Šampon

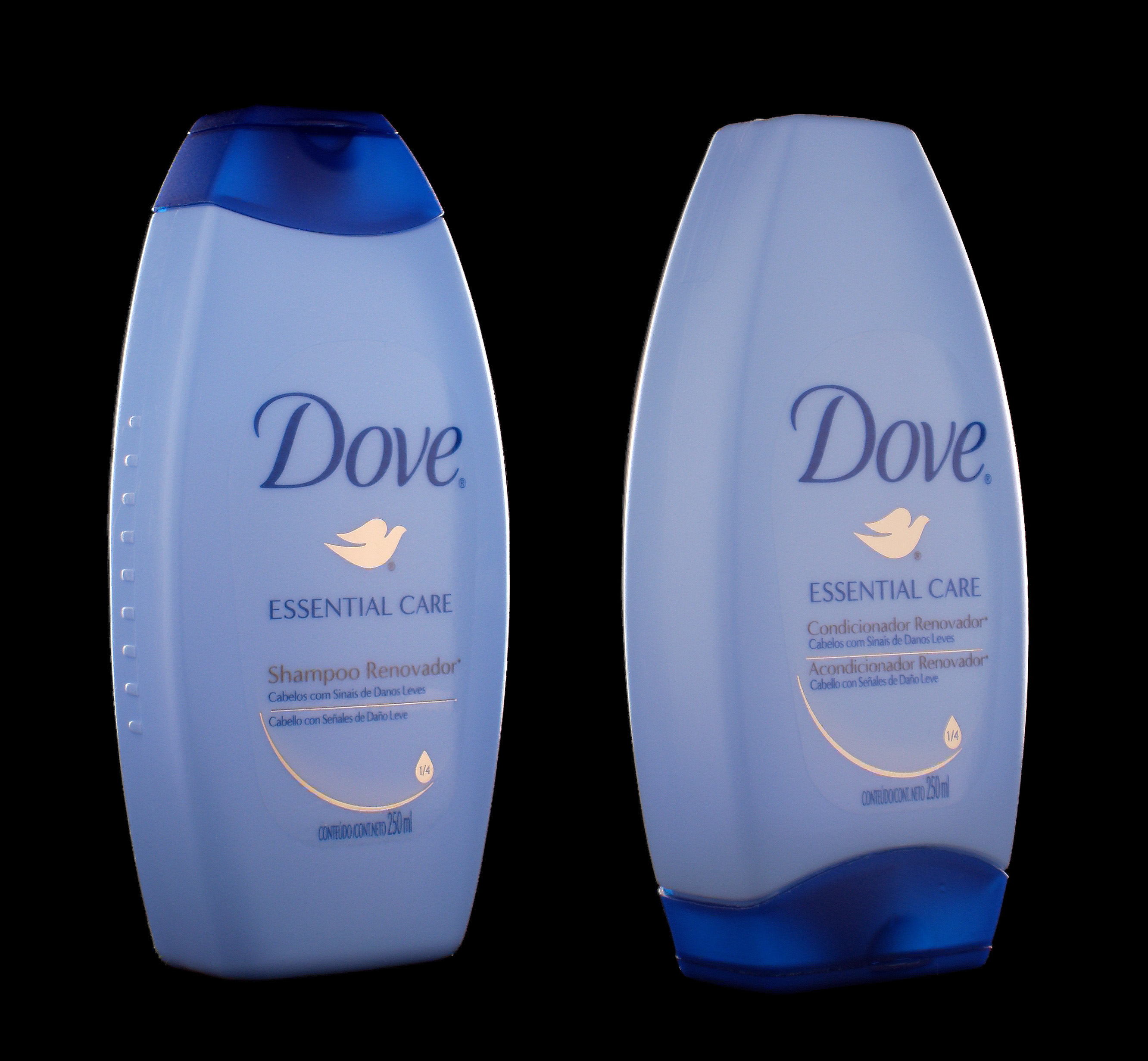
Šampon a kondicionér značky Dove

Šampon (také šampón) je přípravek na mytí vlasů jakožto základního hygienického návyku, při kterém se z vlasů dostávají veškeré nečistoty. Po jeho použití bývá doporučováno použít kondicionér. Podobným přípravkem na mytí těla je sprchový gel.

## Funkce
Základní funkcí šamponu je zbavení vlasů nečistot. Z praktických i marketingových důvodů se přidávají další funkce, například:
- zbavení se lupů, případně zabránění jejich další tvorbě (šampon proti lupům)
- léčba dalších dermatologických problémů
- péče o pokožku hlavy
- vyživování vlasů
- ochrana nebo úprava barvy vlasů
- ochrana nebo úprava stylu vlasů (rovné, vlnité, kudrnaté…)

Téměř všechny saponátové šampony (až na několik výjimek) obsahují také parfém.

## Rozdělení klasických šamponů
- Šampon na normální vlasy – Má vyrovnaný poměr pěnících přísad a účinných aktivních látek. Díky svému složení je vhodný ke každodennímu použití.
- Šampon na mastné vlasy – Cílem použití tohoto šamponu je odstranění přebytečného mazu na vlasové pokožce a zmírnit projevy rychle se mastící pleti. Pěnící složky v tomto druhu šamponu mají výraznější čisticí efekt.
- Šampon na suché vlasy – Pěnidla u šamponu na suché vlasy jsou velmi jemná a v menším obsahu. Aktivní složky mají za cíl zabránit lámání a křehnutí vlasů.
- Šampon proti lupům – Obsahuje vysoké množství látek s abrazivním efektem. Před použitím tohoto šamponu se doporučuje konzultace s dermatologem.
- Šampon na roztřepené vlasy – Účinné látky v tomto šamponu mají za cíl uzavřít poškozená místa ve vlasech. Většinou obsahují vysoké množství keratinu.

## Suché šampony
Přípravky nazvané suchý šampon pomáhají rychle upravit vlasy tak, aby vypadaly jako umyté. Dostupné jsou ve formě spreje či pudru.

## Šampuky
Šampuk je termín používaný pro označení tuhého šampónu ve tvaru puku. Lze se s nimi setkat i v ayurvédě. Šampuk je vlastně forma tuhého vlasového mýdla.

## Jiné šampony
Kromě šamponu na lidské vlasy existují i další druhy šamponů:
- Šampon na srst zvířat má podobné složení i funkci jako lidský šampon, ale je určen pro pokožku celého těla ochlupeného zvířete. Zejména se jedná o šampony pro psy a pro kočky.
- Autošampon označuje přípravek na mytí karoserie automobilu.